# Tjeckiens herrlandslag i volleyboll
Tjeckiens herrlandslag i volleyboll representerar Tjeckien i volleyboll på herrsidan. Laget slutade på fjärde plats i Europamästerskapet 1999 och  2001.

### Fotnoter
1. ↑  Todor Krastev (13 mars 1999). ”Men Volleyball XXI European Championship 1999 Vienna (AUT) - 07-12.09 Winner Italy” (på engelska). Sport Statistics. Arkiverad från originalet den 26 juni 2015. https://web.archive.org/web/20150626114310/http://todor66.com/volleyball/Europe/Men_1999.html. Läst 26 juni 2015.
2. ↑  Todor Krastev (13 mars 2001). ”Men Volleyball XXII European Championship 2001 Ostrava (CZE) 08-16.09 Winner Yugoslavia” (på engelska). Sport Statistics. http://todor66.com/volleyball/Europe/Men_2001.html. Läst 26 juni 2015.